# Parques Reunidos
Parques Reunidos è un gruppo spagnolo che gestisce numerosi parchi di divertimento.

## Storia
Il gruppo è stato costituito nel 1967 con il nome "Parque de Atracciones Casa de Campo de Madrid, S.A." Oggi è una delle principali aziende di gestione dei parchi in Europa. È il numero 1 al mondo nella gestione dei parchi di attrazioni acquatiche, numero 2 europeo dei parchi con animali, numero 2 europeo dei parchi con attrazioni e il 7 gruppo mondiale dei parchi di divertimento.
Nel 2006 ha acquisito il parco Mirabilandia di Ravenna. La società ha ricevuto l'autorizzazione per l'acquisto della Kennywood Entertainment, la società americana che gestisce il parco Kennywood, la cui acquisizione è stata completata il 2 giugno 2008

## Parchi di divertimento

### Parchi di divertimento
- Belantis, Lipsia  Germania[2]
- Bobbejaanland, Lichtaart  Belgio
- BonBon-Land, Holme-Olstrup  Danimarca
- Dutch Wonderland, Lancaster (Pennsylvania)  Stati Uniti
- Castle Park, Riverside (California)  Stati Uniti
- Idlewild, Ligonier (Pennsylvania)  Stati Uniti
- Kennywood, Pittsburgh (Pennsylvania)  Stati Uniti
- Lake Compounce, Bristol (Connecticut)  Stati Uniti
- Mirabilandia, Ravenna  Italia
- MoviePark Germany, Bottrop-Kirchhellen  Germania
- Parque de Atracciones, Madrid  Spagna
- Parque Warner Madrid  Spagna
- Slagharen, Hardenberg  Paesi Bassi
- Story Land, Glen (New Hampshire)  Stati Uniti
- Tusenfryd, Vinterbro  Norvegia

### Parchi acquatici
- Aqualud, Le Touquet  Francia
- Aquasplash, Antibes  Francia
- Aquópolis Cartaya, Huelva  Spagna
- Aquópolis Costa Daurada, Vila-seca  Spagna
- Aquópolis Cullera, Valencia  Spagna
- Aquópolis San Fernando de Henares, Madrid  Spagna
- Aquópolis Sevilla, Siviglia  Spagna
- Aquópolis Torrevieja, Alicante  Spagna
- Aquópolis Villanueva de la Cañada, Madrid  Spagna
- Big Kahuna's, Destin (Florida)  Stati Uniti
- Bø Sommarland, Bø (Telemark)  Norvegia
- Mirabeach, Ravenna  Italia
- Mountain Creek, Vernon (New Jersey)  Stati Uniti
- Noah's Ark, Wisconsin Dells (Wisconsin)  Stati Uniti
- Raging Waters, Sacramento (California)  Stati Uniti
- Racing Waters, San Dimas (California)  Stati Uniti
- Racing Waters, San Jose (California)  Stati Uniti
- Sandcastle, Pittsburgh (Pennsylvania)  Stati Uniti
- Splish Splash, Calverton (New York)  Stati Uniti
- Water Country, Portsmouth (New Hampshire)  Stati Uniti
- Waterworld, Concord (California)  Stati Uniti
- Wet 'n Wild, Greensboro (Carolina del Nord)  Stati Uniti
- Wild Waters, Ocala (Florida)  Stati Uniti

### Zoo e Acquari
- Aquarium, Mar del Plata  Argentina
- Blackpool Zoo, Blackpool  Regno Unito
- Delfinario Costa Daurada, Vila-seca  Spagna
- Faunia, Madrid  Spagna
- Lakes Aquarium, Ulverston  Regno Unito
- Marineland, Antibes  Francia
- Oceanarium, Bournemouth  Regno Unito
- Sea Life Park, Waimanalo (Hawaii)  Stati Uniti
- Selwo Aventura, Estepona  Spagna
- Selwo Marina, Benalmádena  Spagna
- Silver Springs, Silver Springs (Florida)  Stati Uniti
- Zoo Aquarium de Madrid, Madrid  Spagna

### Centri di divertimento familiare
Stati Uniti
- Boomers!
  -  California: El Cajon, Fountain Valley, Fresno, Irvine, Livermore, Modesto, Palm Springs, San Diego, Santa Maria, Upland, Vista.
  -  Florida: Boca Raton, Dania Beach.
  -  New York: Medford.
- Malibu
  -  California: Redwood City.
  -  Georgia: Norcross.
  -  Texas: San Antonio.
- Mountasia
  -  Georgia: Marietta.
  -  Texas: Dallas.
- SpeedZone
  -  California: Industry.
  -  Texas: Dallas.

## Altre strutture
- Teleférico, Madrid  Spagna
- Teleférico, Benalmádena  Spagna